# Rue Madame
Rue Madame är en gata i Quartier de l'Odéon och Quartier Notre-Dame-des-Champs i Paris sjätte arrondissement. Gatan är uppkallad efter Maria Josefina av Savojen (1753–1810), som brukade tilltalas Madame. Rue Madame börjar vid Rue de Rennes 55 och slutar vid Rue d'Assas 49.

## Bilder
| - Gatuskylt. - Maria Josefina av Savojen. - Kyrkan Notre-Dame-des-Champs. |

## Omgivningar
- Saint-Sulpice
- Notre-Dame-des-Champs
- Saint-Joseph-des-Carmes
- Saint-Ignace
- Chapelle Saint-Vincent-de-Paul
- Académie de la Grande Chaumière

## Kommunikationer
- Tunnelbana – linje  – Notre-Dame-des-Champs
- Tunnelbana – linje  – Saint-Sulpice
- Busshållplats Musée du Luxembourg – Paris bussnät, linje 89

### Webbkällor
- ”Rue Madame”. Mairie de Paris. https://web.archive.org/web/20160303190046/http://www.v2asp.paris.fr/commun/v2asp/v2/nomenclature_voies/Voieactu/5813.nom.htm. Läst 17 mars 2023.
- ”Rue Madame”. Les rues de Paris. https://web.archive.org/web/20191210120433/http://www.parisrues.com/rues06/paris-06-rue-madame.html. Läst 17 mars 2023.